# 阿克雷島

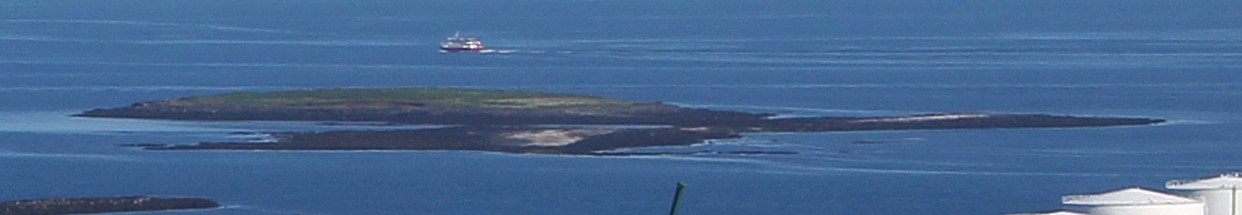
阿克雷島

阿克雷島是冰島的島嶼，位於首都雷克雅未克附近的大西洋海域，距離恩格島1.7公里，長0.78公里、寬0.2公里，面積0.115平方公里，島上無人居住。
64°10′19″N 21°57′42″W / 64.17194°N 21.96167°W